# Lolo González
Manuel González Cardo (Madrid, España, 31 de julio de 1924 — 23 de noviembre de 2010) fue un futbolista español que se desempeñaba como centrocampista.

## Clubes
| Club                  | País   | Año       |
| --------------------- | ------ | --------- |
| Hércules              | España | 1949-1951 |
| Real Valladolid C. F. | España | 1951-1957 |
| C. D. Tenerife        | España | 1957-1958 |